# 1816 год в истории железнодорожного транспорта
 1816 год в истории железнодорожного транспорта 

## События

### Неизвестная дата
- Ричард Тревитик переезжает в Перу с намерением спроектировать и построить там паровозы для горных работ.

## Персоны

### Январь
- 3 Январь — Сэмюэль К. Померой президент железной дороги Atchison, Topeka and Santa Fe Railway, 1863—1868 гг. (умер 1891).

### Март
- 1 Март — Джон Соутер, американский производитель паровозов, основатель Globe Locomotive Works (умер 1911).

### Август
- 4 Август — Рассел Сейдж, американский финансист, директор Union Pacific Railroad (умер 1906).
- 6 Август — Томас Рассел Крэмптон, английский инженер и конструктор локомотивного типа Crampton, а также бурильной машины для туннеля (умер 1888).
- 24 Август — Даниэль Гуч, главный инженер-механик фирмы Great Western Railway (Англия) (умер 1889).

### Октябрь
- 8 Октября — Аретас Блоод, американский производитель паровозов, владелец Manchester Locomotive Works (умер 1897).